# Periptychidae
Periptychidae o peripticiartros es una familia de mamíferos placentarios del Paleoceno conocida solo en América del Norte. La familia es parte de una radiación de mamíferos herbívoros y omnívoros basales clasificados en el extinto orden Condylarthra, a través del cual puede estar relacionado con algunos ungulados actuales. Periptychidae se distingue de otras familias de condilartros por su dentadura, la que presenta inusuales premolares hinchados y crestas de esmalte verticales. Los esqueletos conocidos de peripticiartros sugieren un comportamiento eminentemente terrestre.